# ジョン・リッチ (プロデューサー)

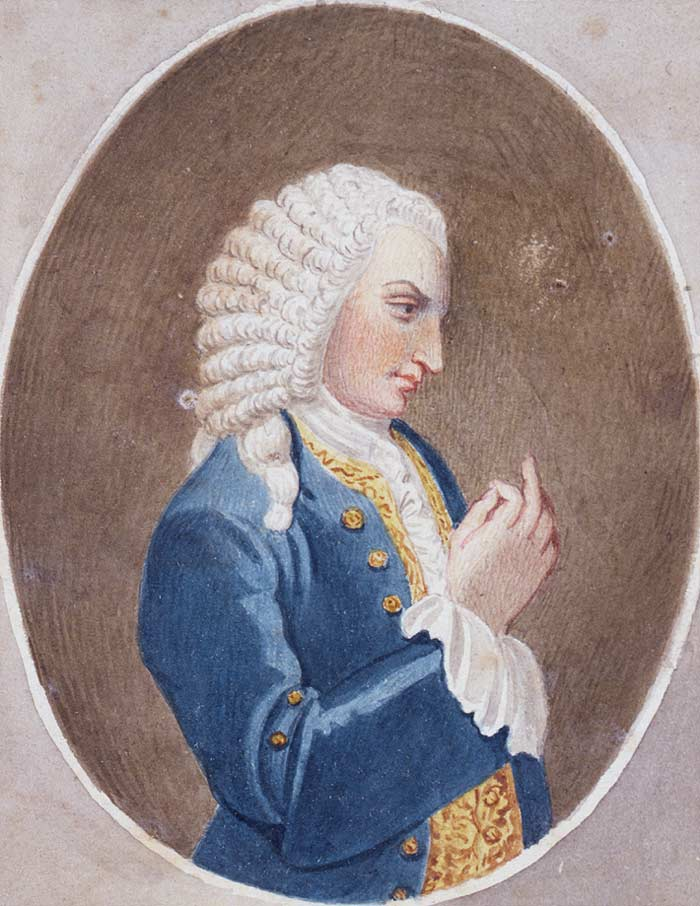
ジョン・リッチの肖像

ジョン・リッチ（John Rich、1692年 - 1761年11月26日）は、イギリスの役者、演劇興業主（インプレサリオ）。ハーレクインを主人公とするパントマイム劇を上演して自らハーレクイン役で踊ったほか、バラッド・オペラやバーレスクを上演した。中でもジョン・ゲイによる1728年の『ベガーズ・オペラ』の上演は大ヒットした。リッチはまたコヴェント・ガーデンの劇場（ロイヤル・オペラ・ハウスの前身）を設立した。

## 生涯
ジョン・リッチの父のクリストファーは劇場支配人であり、ロンドンのリンカーンズ・イン・フィールズに新しい劇場を建設していたが、開業前の1714年11月4日に没した。劇場の権利はジョンと弟のクリストファー・モージャーに遺産として残された。リンカーンズ・イン・フィールズの劇場は同年12月18日に開業した。こけら落としはジョージ・ファーカーの『募兵官』だった。ライバルの劇場はドルリー・レーンだった。政治的にドルリー・レーンはホイッグ党寄り、リンカーンズ・イン・フィールズはトーリー党寄りだった。
1715年にはウィリアム・シェークスピアの『マクベス』を上演した。これはリッチによる最初のシェークスピアのリバイバル上演だった。1720年から翌年にかけて、『ウィンザーの陽気な女房たち』、『尺には尺を』、『空騒ぎ』、『トロイラスとクレシダ』を上演している。

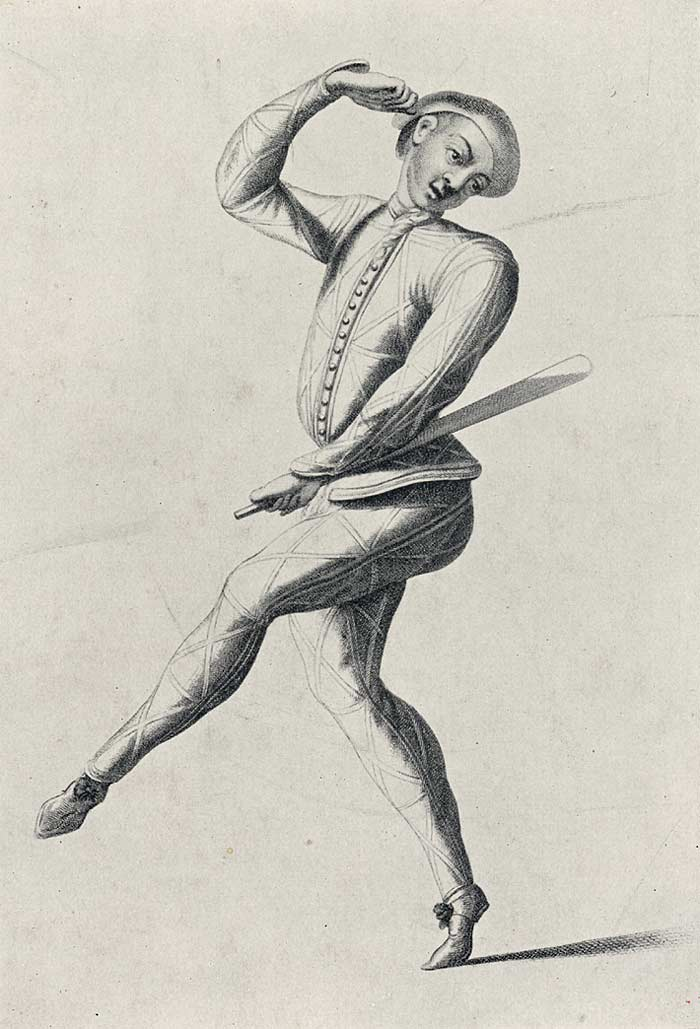
ハーレクインを演じるリッチ。1720年ごろ

1716年に最初のパントマイム劇『Harlequin Executed』を上演した。リッチ自身がラン(Lun)という芸名でハーレクインを演じた。当時のパントマイム劇はイタリアのコンメディア・デッラルテをイギリス風の舞台に翻案したものだった。同年リッチはまたマリー・サレおよびその兄のフランシスと契約を結んだ。これが当時まだ9歳だったマリー・サレのデビューである。
リッチのパントマイム劇は最初は必ずしも成功したわけではなかったが、1723年に上演した『ユピテルとエウロパ、あるいはハーレクインの陰謀』(Jupiter and Europa, or, The Intrigues of Harlequin)は最初の歌入りパントマイムで、歌が劇の内容に密接に関わっている点で新基軸を出した。同年末に上演した『ネクロマンサー、あるいはハーレクイン・フォースタス博士』(Necromancer, or, Harlequin Dr. Faustus)では歌手を3人に増やし、大ヒットした。『ネクロマンサー』の成功によってリンカーンズ・イン・フィールズ劇場の財政は大幅に良好になった。
1728年1月29日にはジョン・ゲイ台本のバラッド・オペラ『ベガーズ・オペラ』を初演し、6月19日まで62回の上演を数える大ヒットになった。ジョン・ゲイのバラッド・オペラ第2作『ポリー』は上演禁止になったが、第3作『アキレス』をリッチは1733年に上演し、19回上演された。『ベガーズ・オペラ』はその後も人気が衰えず、1759年から翌年にかけて、リッチの生前最後の上演が行われたときも53回の上演を数えた。
『ベガーズ・オペラ』の成功によって大金持ちになったリッチは、コヴェント・ガーデンに新しい劇場（今のロイヤル・オペラ・ハウス）を建設した。コヴェント・ガーデン劇場は1732年12月にオープンした。こけら落としはウィリアム・コングリーヴ『世の習い』だった。
1737年にロバート・ウォルポールは演劇の台本を事前に検閲する「事前許可制法」を通過させたが、同時に（オペラを除く）演劇興業の独占権をコヴェント・ガーデンとドルリー・レーンに与えた。この機会にリッチはヘンリー・ケイリー台本、ジョン・ランペの音楽によるバーレスク・オペラ『ウォントリーの竜』を上演し、『ベガーズ・オペラ』を越える69回の上演を数えた。
『ベガーズ・オペラ』の成功は、ゲオルク・フリードリヒ・ヘンデルのオペラを上演していた王室音楽アカデミーが1728年に倒産することになった直接の原因であった。しかしヘンデルはジョン・ゲイともリッチとも良好な関係にあった。リッチは1725年にヘンデルの『ロデリンダ』のスコアを予約購入しており、その後もしばしばヘンデルのオペラのスコアの購入者となった。また1731年にはリンカーンズ・イン・フィールズ劇場の慈善演奏会でヘンデルの『エイシスとガラテア』を（ヘンデルに無断で）はじめて公開上演した。1734年にヘンデルとヘイマーケット国王劇場との契約が切れ、国王劇場がヘンデルのライバルの貴族オペラに貸し出されるようになると、ヘンデルはリッチのコヴェント・ガーデン劇場を借りて、1737年まで3年にわたってオペラやオラトリオを上演した。ヘンデルはリッチ一座のマリー・サレのバレエを使うことができ、バレエを組みこんだ新しいオペラ『アリオダンテ』や『アルチーナ』を初演して成功したほか、再演においてもバレエを追加した。また、1736年には頌歌『アレクサンダーの饗宴』を上演し、これも成功を収めた。ヘンデルは1743年以降オペラをやめてオラトリオに集中するが、これらも大部分はコヴェント・ガーデンで初演された。
1752年に舞台役者から引退した。
リッチは生涯に3回結婚した。1717年にヘンリエッタと結婚したが、1725年に没した。2人めの妻のエイミーは多くの子をなしたが、1737年に没した。1744年に3人めの妻のプリシラと結婚した。エイミーとの間に生まれたシャーロットは1759年にテノール歌手のジョン・ビアードと結婚した。リッチが1761年に没すると、ビアードが後をついでコヴェント・ガーデンの支配人になった。